# Daemonorops poilanei
Daemonorops poilanei är en enhjärtbladig växtart som beskrevs av John Dransfield. Daemonorops poilanei ingår i släktet Daemonorops och familjen Arecaceae. Inga underarter finns listade i Catalogue of Life.